# Mühldorf (Carinzia)
Mühldorf è un comune austriaco di 1 005 abitanti nel distretto di Spittal an der Drau, in Carinzia. Tra il 1865 e il 1876 è stato aggregato al comune di Obervellach, tra il 1876 e il 1913 a quello di Kolbnitz e tra il 1973 e il 1992 a quello di Reißeck.